# 楊健侯

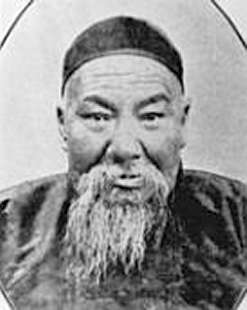
楊健侯

楊 健侯（よう けんこう、Yang Jian Hou、1843年 - 1917年）は、永年楊氏二世。中国武術である太極拳の楊式太極拳の武術家。
中国河北省永年県広府鎮の出身。姓は楊、諱は鑑。字は健侯。号は鏡湖。子に楊少侯(兆熊)、楊兆元、楊澄甫(兆清)がいる。
父楊露禅に幼い頃より武術を教わり、日々練習を重ね、剛柔開済、出神入化。刀、剣、杆各種器械にも精通した。
露禅没後は、父に代わり北京で太極拳の指導を続けた。
後年には父の「小架子」の技撃的特長を残しながら、健康を配慮して改良した「中架」を完成した。
これは、楊式太極拳の発展の一歩である。